# Dr. August Oetker Nahrungsmittel KG
Die Dr. August Oetker Nahrungsmittel KG ist eine Dachgesellschaft für die Lebensmittelsparte der Dr. August Oetker KG. Sitz des Unternehmens ist die ostwestfälische Großstadt Bielefeld in Nordrhein-Westfalen.

## Geschäftsfeld
Unter diesem Dach bündelt die Oetker-Gruppe im Geschäftsbereich Nahrungsmittel ihre Markenartikelunternehmen. Dazu gehören nicht nur die Hauptmarke Dr. Oetker, die für Tiefkühlkost, sowie Back- und Dekorartikel zuständig ist, sondern auch den Unternehmensbereich für Großverbraucher Dr. Oetker Professional. Zur Nahrungsmittelsparte gehört auch das Unternehmen Coppenrath & Wiese, einer der größten Hersteller von tiefgekühlten Backwaren in Europa.
Das Unternehmen beschäftigt weltweit 16.600 Mitarbeiter und erzielte im Geschäftsjahr 2024 einen Umsatz von rund 4,3 Mrd. Euro. Während früher hauptsächlich Backpulver verkauft wurde, ist inzwischen die Tiefkühlpizza das umsatzstärkste Produkt im Nahrungsmittelbereich.